# جاي دانيال برين
جاي دانيال برين (بالإنجليزية: J. Daniel Breen)‏ هو قاضي ومحامي أمريكي، ولد في 10 يوليو 1950 في جاكسون في الولايات المتحدة.